# Tonight Alive
I Tonight Alive sono un gruppo musicale australiano formatosi nel 2008 a Sydney.
Dalla sua fondazione, la band è composta da Jenna McDougall (voce), Whakaio Taahi (chitarra solista), Jake Hardy (chitarra ritmica), Cam Adler (basso) e Matt Best (batteria). Dopo aver pubblicato l'EP All Shapes & Disguises, la band ha firmato con la Sony Music Australia e ha pubblicato i due album What Are You So Scared Of? e Tonight Alive, poi pubblicati in tutto il mondo tramite la Fearless Records e la Search and Destroy. Il loro terzo album, Limitless, viene pubblicato nel 2016 dalla Sony e dalla Fearless.
Nel 2018, dopo la firma con la Hopeless Records e l'uscita dalla formazione del chitarrista Whakaio Taahi, esce il quarto album Underworld.

## Storia del gruppo

### Gli inizi e i primi EP (2008-2010)
Nei primi mesi di vita della band i cinque ragazzi suonano in alcuni centri giovanili in località vicine a Sydney e nella stessa capitale. Nel gennaio 2009 registrano il loro primo EP All Shapes & Disguises, prodotto da Greg Stace. L'album riesce a vendere oltre 20 000 copie in Giappone e in Australia e arriva al primo posto dell'alternative chart di iTunes. Il brano Closer, presente nell'EP, viene presentato durante la sesta edizione del reality show The Hills.
In seguito hanno pubblicato un altro EP chiamato Consider This, contenente tre tracce. Il disco, pubblicato nel novembre 2010, ha preceduto un tour nazionale del gruppo.

### What Are You So Scared Of?(2011-2012)
Alla fine del 2010 i Tonight Alive inviano una demo al produttore statunitense Mark Trombino, che successivamente li ricontatta per produrre il loro album d'esordio. All'inizio del 2011 si trasferiscono quindi a Los Angeles per registrarlo, suonando intanto insieme ad altri artisti in alcuni concerti sia in Nord America che in Australia. Il primo singolo pubblicato è stato Starlight, il 1º luglio 2011, seguito il 23 settembre dal secondo singolo Let It Land. What Are You So Scared Of?, l'album di debutto della band, viene pubblicato il 14 ottobre 2011 dalla Sony Music Australia. All'album partecipa anche Mark Hoppus, cantante dei blink-182, che presta la sua voce in uno dei brani. In estate vengono inoltre ripubblicati gli EP All Shapes & Disguises e Consider This sotto la Sony Music. Il secondo viene anche pubblicato negli Stati Uniti dalla Fearless Records.

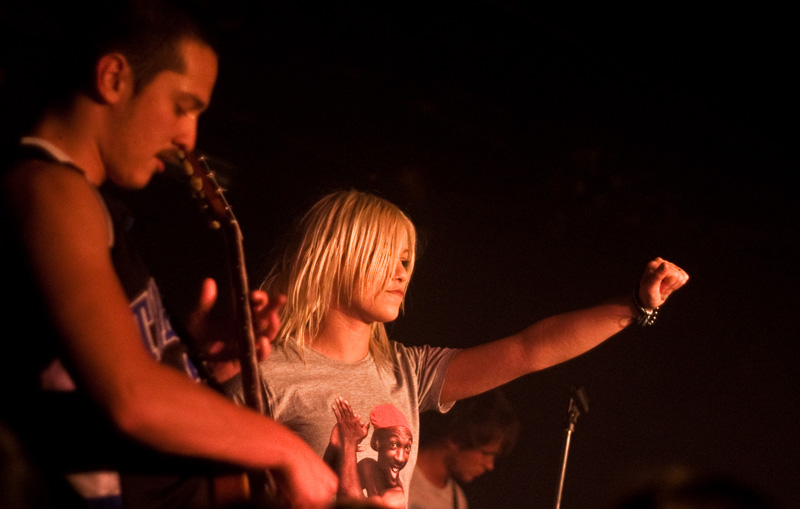
La band in concerto nel 2012

Ad ottobre viene pubblicato l'EP Let It Land, contenente l'omonimo brano, l'inedito Welcome e le versioni acustiche di tre dei brani contenuti in What Are You So Scared Of?.
Sempre nel 2011 i Tonight Alive prendono parte anche al The Bamboozle Festival e partecipano alla compilation Punk Goes Pop 4 con la loro reinterpretazione di Little Lion Man dei Mumford & Sons. Nel 2012 partecipano alla quindicesima raccolta del Warped Tour, intitolata Warped Tour 2012 Tour Compilation, e organizzano alcuni tour in Australia, Nord America e Regno Unito, dove viene ripubblicato What Are You So Scared Of? rispettivamente dalle etichette Fearless e Search and Destroy.

### The Other Side(2013-2014)
Il 12 marzo 2013 viene pubblicato il singolo Breakdown, realizzato con la collaborazione di Benji Madden, chitarrista e seconda voce dei Good Charlotte. Il 24 giugno esce invece il singolo The Ocean, che farà parte del nuovo album del gruppo. Il brano viene successivamente reso disponibile per il download gratuito iscrivendosi alla newsletter ufficiale dei Tonight Alive. Un altro brano dell'album, intitolato Lonely Girl, viene pubblicato come singolo digitale il 31 luglio. Il loro secondo album in studio, intitolato The Other Side e prodotto da Dave Petrovic, viene pubblicato il 10 settembre 2013 e riesce a riscuotere un discreto successo anche negli Stati Uniti e nel Regno Unito, oltre che arrivare al quinto posto della classifica australiana.
Nell'aprile 2014 i Tonight Alive partecipano alla colonna sonora del film The Amazing Spider-Man 2 con il singolo The Edge, che si piazza subito alla prima posizione della classifica dei singoli rock più venduti nel Regno Unito.

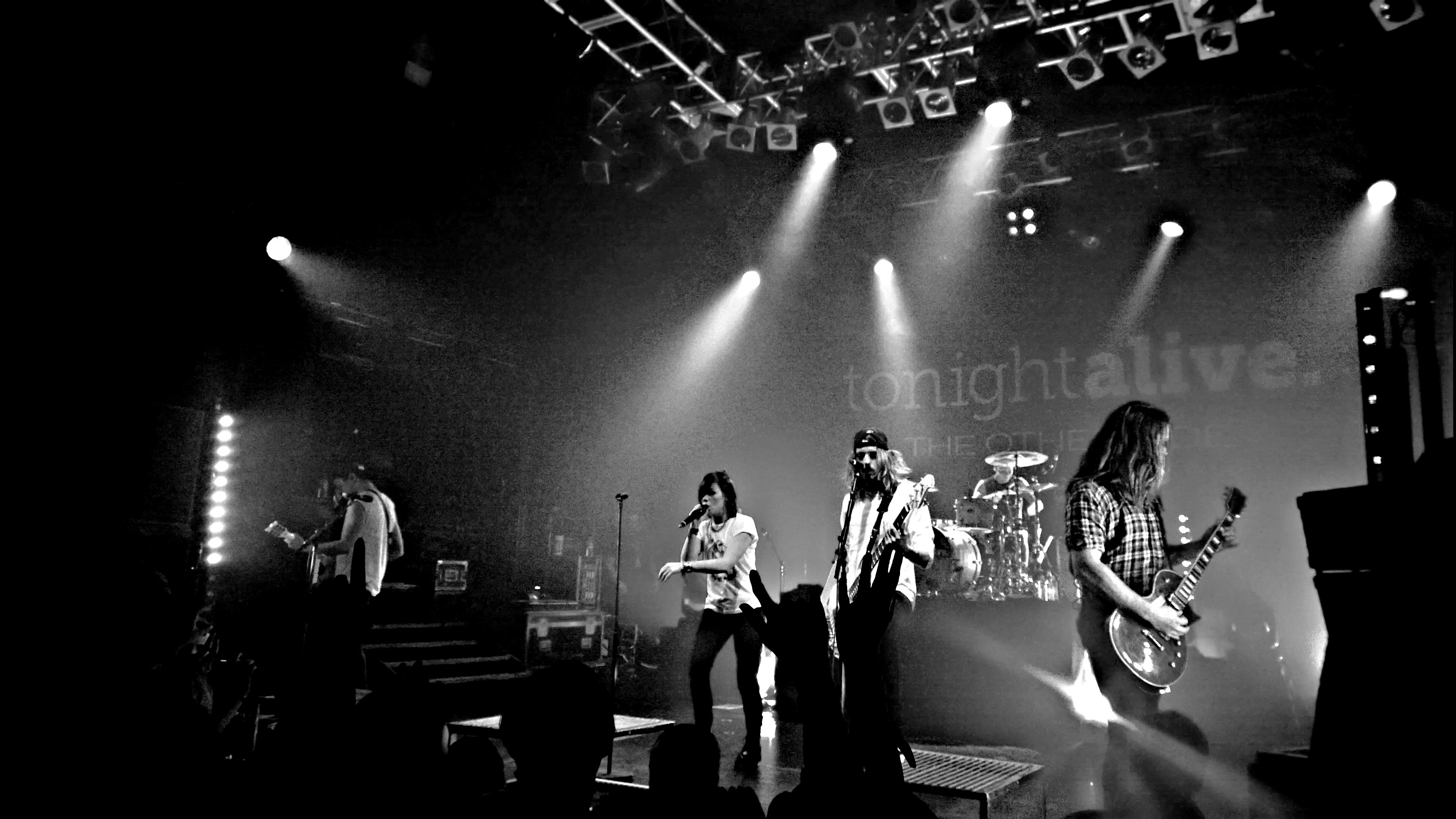
I Tonight Alive in concerto a Londra nel 2014

### Limitless(2015-2016)
Nel maggio 2014 la band comincia a lavorare alla scrittura di un nuovo album, annunciando che presumibilmente sarà in studio per registrarlo a partire dal dicembre dello stesso anno. Tuttavia, a causa dei numerosi impegni dal vivo, il gruppo entra negli studi di registrazione solo a metà marzo 2015, con la supervisione del produttore discografico David Bendeth. Il 29 ottobre viene dato il via ai preordini del nuovo album, intitolato Limitless e pubblicato il 4 marzo 2016 dalla Sony, dalla Fearless e in Europa, per la prima volta, dalla Easy Life Records. Il disco si differenzia sostanzialmente dai precedenti lavori del gruppo, abbracciando sonorità più vicine al pop, ma ottenendo comunque un buon successo di vendite.

### Underworld(2017-2018)
Il 4 aprile 2017 viene pubblicato il singolo inedito World Away, che inaugura la firma di un nuovo contratto discografico della band con la UNFD per la distribuzione dei dischi in Australia e Nuova Zelanda e con la Hopeless Records per quella nel Nord America. La seconda pubblicazione ufficiale con le nuove etichette avviene con la reinterpretazione del brano Without You, originariamente dei Silverchair, incisa per la raccolta tributo della UNFD Spawn (Again): A Tribute to Silverchair.
Nell'ottobre 2017, in occasione dell'annuncio del loro quarto album in studio viene anche annunciato che Whakaio Taahi, chitarrista e principale autore dei brani con Jenna McDougall, lascia ufficialmente i Tonight Alive, dopo aver comunque voluto partecipare al nuovo progetto del gruppo registrando un ultimo disco insieme. Il 12 gennaio 2018 viene quindi pubblicato l'album Underworld, anticipato dai singoli Temple, Crack My Heart e Disappear, quest'ultimo con la partecipazione vocale della cantante dei PVRIS Lynn Gunn, uno dei due ospiti presenti nel disco oltre a Corey Taylor degli Slipknot e degli Stone Sour. Underworld segna un ritorno alle sonorità emo-pop e pop punk originali del gruppo, abbandonando quelle più elettroniche che hanno caratterizzato l'era Limitless.

### Pausa, progetto solista di McDougall, reunion varie (2019-presente)
Alla fine del 2018 il gruppo annuncia che il tour nordamericano previsto per il 2019 è stato annullato e che il gruppo entrerà in una pausa indefinita per "dare priorità alla propria salute fisica e mentale". Nel corso del 2019 il batterista Matty Best entra negli Sleeping with Sirens.
Il gruppo ritorna a esibirsi dal vivo l'11 giugno 2020 in occasione del festival australiano Unify Gathering, e nello stesso anno per un concerto di beneficenza al Corner Hotel di Melbourne con The Amity Affliction, Northlane, Ocean Grove e Windwaker. A causa dei suoi impegni con gli Sleeping with Sirens, Best non partecipa alle esibizioni, venendo sostituito dal turnista Stan Bicknell.
Il 25 maggio 2022 Jenna McDougall annuncia il suo progetto solista, chiamato Hevenshe.
Il gruppo si riunisce una terza volta al When We Were Young 2024, il 20 ottobre.

## Stile e influenze
I Tonight Alive sono stati principalmente associati a generi quali pop punk, alternative rock ed emo-pop, anche se molti dei loro brani presentano influenze hard rock e post-hardcore. Nel terzo album Limitless il gruppo si è momentaneamente spostato su sonorità più pop ed elettroniche, mettendo da parte gli elementi punk rock. Successivamente la cantante Jenna McDougall ha dichiarato di aver ricevuto pressione dalle loro precedenti etichette riguardo allo stile da adottare nel comporre l'album.
I membri del gruppo hanno citato come proprie influenze artisti come Sum 41, Simple Plan, New Found Glory, Thrice, Rufio, Lagwagon, Descendents e Strung Out. In particolare, una forte ispirazione per loro sono stati i Simple Plan con il DVD A Big Package for You.
Per via del suo genere musicale e l'uso di una voce femminile, la band è stata paragonata anche a gruppi come Paramore e We Are the In Crowd.

## Formazione

### Formazione attuale
- Jenna McDougall – voce (2008-presente)
- Jake Hardy – chitarra (2008-presente)
- Cam Adler – basso, cori (2008-presente)
- Matt Best – batteria, percussioni (2008-presente)

### Ex componenti
- Whakaio Taahi – chitarra, tastiera, cori (2008-2017)

## Discografia

### Album in studio
- 2011 – What Are You So Scared Of?
- 2013 – The Other Side
- 2016 – Limitless
- 2018 – Underworld

### EP
- 2010 – All Shapes & Disguises
- 2010 – Consider This
- 2011 – Let It Land